# 12575 Palmaria
12575 Palmaria è un asteroide della fascia principale. Scoperto nel 1999, presenta un'orbita caratterizzata da un semiasse maggiore pari a 2,2930601 au e da un'eccentricità di 0,0910788, inclinata di 2,25466° rispetto all'eclittica.
L'asteroide è dedicato all'omonima isola nel golfo della Spezia in Italia.
Luigi Sannino, essendo appena diciottenne al momento della scoperta di questo asteroide, è diventato il più giovane scopritore di asteroide di tutti i tempi, riconosciuto dal Guinness dei primati.